# Avondale (Colorado)
Avondale és una concentració de població designada pel cens dels Estats Units a l'estat de Colorado. Segons el cens del 2000 tenia 754 habitants.

## Demografia
Segons el cens del 2000, Avondale tenia 754 habitants, 251 habitatges, i 200 famílies. La densitat de població era de 79,3 habitants per km².
Dels 251 habitatges en un 35,1% hi vivien nens de menys de 18 anys, en un 59,8% hi vivien parelles casades, en un 12,4% dones solteres, i en un 20,3% no eren unitats familiars. En el 13,9% dels habitatges hi vivien persones soles el 6% de les quals corresponia a persones de 65 anys o més que vivien soles. El nombre mitjà de persones vivint en cada habitatge era de 3 i el nombre mitjà de persones que vivien en cada família era de 3,31.
Per edats la població es repartia de la següent manera: un 27,5% tenia menys de 18 anys, un 10,5% entre 18 i 24, un 22,5% entre 25 i 44, un 23,9% de 45 a 60 i un 15,6% 65 anys o més.
L'edat mediana era de 37 anys. Per cada 100 dones de 18 o més anys hi havia 104,9 homes.
La renda mediana per habitatge era de 33.229 $ i la renda mediana per família de 31.071 $. Els homes tenien una renda mediana de 28.750 $ mentre que les dones 24.750 $. La renda per capita de la població era de 10.529 $. Entorn del 12,3% de les famílies i el 13,6% de la població estaven per davall del llindar de pobresa.

## Poblacions més properes
El següent diagrama mostra les poblacions més properes.